# Cornukaempferia kamolwaniae
Cornukaempferia kamolwaniae là một loài thực vật có hoa trong họ Gừng. Loài này được Chayan Picheansoonthon, Piyapong Yupparach và Pornpimon Wongsuwan mô tả khoa học đầu tiên năm 2019.

## Từ nguyên
Loài được đặt tên để vinh danh cô Kamolwan Bumphenphol, một người đam mê cây họ Gừng, đã cho nhóm nghiên cứu xem mẫu cây cô thu thập từ trong rừng và dẫn họ tới điểm lấy mẫu điển hình.

## Phân bố
Loài này được tìm thấy ở cao độ 100 m trong huyện Phichai, tỉnh Uttaradit, miền bắc Thái Lan.